# Brachichila hypocrita
Brachichila hypocrita – gatunek chrząszcza z rodziny biegaczowatych i podrodziny Lebiinae.

## Taksonomia
Gatunek opisany został w 1869 roku przez Maximiliena Chaudoira.

## Opis
Chrząszcz o długości ciała około 7,5 mm. Spośród innych przedstawicieli rodzaju Brachichila posiadających po 4 kropki na pokrywach wyróżnia się posiadaniem 1 uszczecinionego punktu na trzecim międzyrzędzie pokryw, czarnawobrązowym przedpleczem o bocznej krawędzi wąsko jasnobrązowej oraz rzędami pokryw raczej głębokimi i słabo punktowanymi.

## Występowanie
Gatunek o najszerszym poznanym zasięgu spośród przedstawicieli rodzaju. Występuje od Indii przez Tajlandę, Wietnam, chiński Hongkong po Tajwan i Japonię.